# Прокопенко Лілія Сергіївна
Прокопенко Лілія Сергіївна (7 червня 1972, Київ) — українська бібліотекознавець, фахівець бібліотечно-інформаційної сфери, науковець, кандидат історичних наук, доцент.
Навчалася в Київській середній загальноосвітній школі № 144 (1979 - 1989), одержала золоту медаль.
Закінчила Київський державний інститут культури з відзнакою в 1993 році за спеціальністю «Бібліотекознавство і бібліографія». У цьому ж році почала працювати в Центральній науковій бібліотеці імені В. І. Вернадського АН України бібліографом другої категорії у відділі довідково-бібліографічного обслуговування інформаційно-аналітичного центру. З 1993 по 1996 рік навчалася в аспірантурі за спеціальністю 07.00.08 «Книгознавство, бібліотекознавство, бібліографознавство» Центральної наукової бібліотеки імені В. І. Вернадського АН України. 
З 1999 року починає працювати в  Київському національному університеті культури і мистецтв провідним бібліотекарем наукової бібліотеки.
З 2000 року завідує лабораторією кафедри міжнародної інформації Київського національного університету культури і мистецтв.
У 2004 році захистила дисертацію на здобуття наукового ступеню кандидата історичних наук, під науковим керівництвом М. С. Слободяника. Протягом 2005 - 2009 років працювала на посаді доцента кафедри документальних комунікацій в аль-матер.
У 2011 році отримала вчене звання доцента, і  по 2014 рік перебувала професором кафедри культурології та інноваційних культурно-мистецьких проєктів.
Пізніше, у 2014 - 2017 роках працювала доцентом на різних кафедрах Київського університету імені Бориса Грінченка.
З 2017 року працює на посаді головного бібліотекара науково-дослідного відділу Національної бібліотеки України імені Ярослава Мудрого.